# Sint-Lambertuskerk (Zelem)

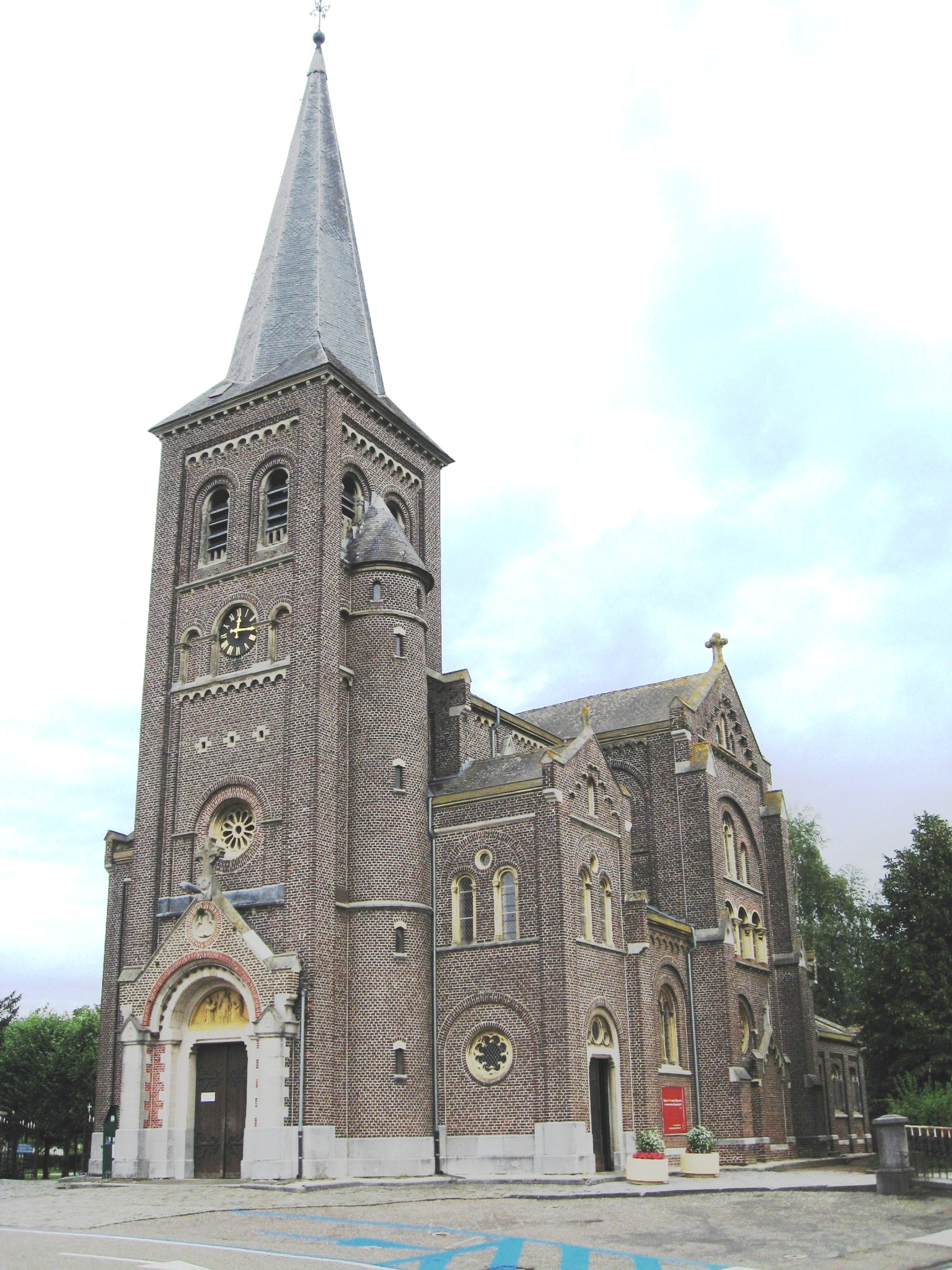
Sint-Lambertuskerk

De Sint-Lambertuskerk is de parochiekerk van Zelem, gelegen aan Dorpsstraat 36 aldaar.
De kerk werd gebouwd in 1878 en is een neoromaanse kruisbasiliek. Dit bakstenen bouwwerk heeft een halfingebouwde westtoren die door een traptoren geflankeerd wordt. Het gebouw is uitbundig voorzien van boogfriezen. Architect was Herman Jaminé.
Er waren twee voorgangers: De eerste stond aan de voet van de Sint-Jansberg, nabij het Zwart Water; de tweede was de Sint-Appoloniakapel, die enkele tientallen meters ten westen van de huidig kerk was gelegen, waar tegenwoordig de muziekkiosk staat.
De kerk bezit twee biechtstoelen in rococostijl (2e helft 18e eeuw). Deze zijn afkomstig uit de Apolloniakapel. Voorts zijn er drie gepolychromeerd houten beelden van ouder datum, namelijk een Sint-Apollonia, een Sint-Lambertus en een Onze-Lieve-Vrouw ten Onrust (16e en 17e eeuw). De zijaltaren zijn van 1899, het orgel werd in 1913 vervaardigd door Jules Geurts en is geklasseerd als monument. De kruisweg is van 1922 en is een door Karel Beyaerts vervaardigde kopie van de kruisweg van de Onze-Lieve-Vrouwekathedraal te Antwerpen.